# Diastema affine
Diastema affine är en tvåhjärtbladig växtart som beskrevs av Karl Fritsch. Diastema affine ingår i släktet Diastema och familjen Gesneriaceae. Inga underarter finns listade i Catalogue of Life.

## Bildgalleri

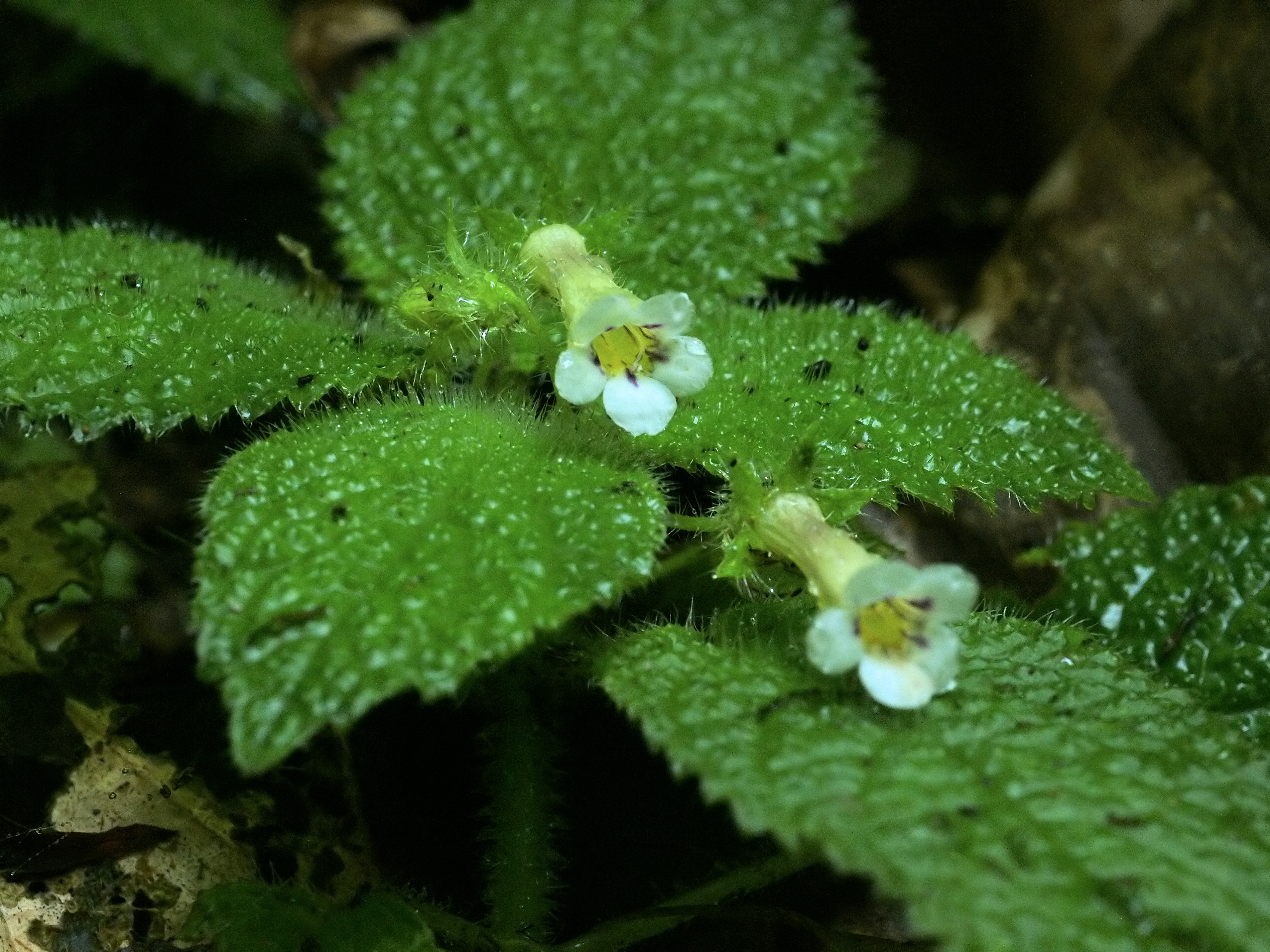